# Municipio de Mill Creek (condado de Washington)
El municipio de Mill Creek (en inglés: Mill Creek Township) es un municipio ubicado en el condado de Washington en el estado estadounidense de Kansas. En el año 2010 tenía una población de 228 habitantes y una densidad poblacional de 2,43 personas por km².

## Geografía
El municipio de Mill Creek se encuentra ubicado en las coordenadas 39°52′13″N 97°12′8″O / 39.87028, -97.20222. Según la Oficina del Censo de los Estados Unidos, el municipio tiene una superficie total de 93.84 km², de la cual 93,55 km² corresponden a tierra firme y (0,31 %) 0,29 km² es agua.

## Demografía
Según el censo de 2010, había 228 personas residiendo en el municipio de Mill Creek. La densidad de población era de 2,43 hab./km². De los 228 habitantes, el municipio de Mill Creek estaba compuesto por el 98,25 % blancos, el 0,88 % eran afroamericanos y el 0,88 % eran de una mezcla de razas. Del total de la población el 0 % eran hispanos o latinos de cualquier raza.